# Friuli Aquileia Malvasia superiore
Le Friuli Aquileia Malvasia superiore est un vin blanc italien de la région Frioul-Vénétie Julienne doté d'une appellation DOC depuis le 6 août 1988. Seuls ont droit à la DOC les vins blancs récoltés à l'intérieur de l'aire de production définie par le décret.

## Aire de production
Les vignobles autorisés se situent en province d'Udine dans les communes de Bagnaria Arsa, Cervignano del Friuli, Aquileia, Fiumicello, Villa Vicentina, Ruda, Campolongo Tapogliano, Aiello del Friuli, Visco et San Vito al Torre ainsi qu'en partie dans les communes de Santa Maria la Longa, Palmanova, Terzo d'Aquileia, Chiopris-Viscone, Trivignano Udinese et Gonars.
Le Friuli Aquileia Malvasia superiore répond à un cahier des charges plus exigeant que le Friuli Aquileia Malvasia, essentiellement en relation avec taux d’alcool.
Voir aussi l’article Friuli Aquileia Malvasia frizzante.

## Caractéristiques organoleptiques
- couleur : blanc paille
- odeur: agréable
- saveur: sec, fin, velouté, parfois vif

Le Friuli Aquileia Malvasia superiore se déguste à une température de 8 à 10 °C et il se gardera 1 –2 ans.

## Production
Province, saison, volume en hectolitres :
- pas de données disponibles